# 고우석 (1984년)
고우석(高宇錫, 1984년 11월 3일 ~ )은 전 KBO 리그 KIA 타이거즈의 투수이다.

## 선수 시절

### 아마추어 시절
광주제일고 재학 당시 김대우와 함께 전국 대회 2관왕을 이끌었다.

### 한국 프로야구 시절

#### KIA 타이거즈시절
2003년에 입단하였다.

#### 상무 야구단시절
2005년에 입단하였다.

#### KIA 타이거즈복귀
2006년에 복귀하였다.

### 한국 독립야구 시절
2018년에 연천 미라클에 입단하였다.

## 출신 학교
- 광주화정초등학교
- 광주충장중학교
- 광주제일고등학교

## 참조
1. ↑  광주일고 8강 던졌다, 전 창, 《동아》